# 昂茹泰
昂茹泰（法語：Anjoutey，法語發音：[ɑ̃ʒutɛ]）是法国勃艮第-弗朗什-孔泰大区贝尔福地区省的一个市镇，位于该省中北部，属于贝尔福区。

## 地理
昂茹泰（47°42'4"N, 6°55'57"E）面积7.69 平方千米，位于法国勃艮第-弗朗什-孔泰大區贝尔福地区省，该省份为法国东北部内陆省份，东临上莱茵省，北起孚日省，西接上索恩省，南与杜省和瑞士接壤。
与昂茹泰接壤的市镇（或旧市镇、城区）包括：鲁日蒙堡、默农库尔、布尔苏沙特莱、埃格尼格、埃卢瓦、埃蒂丰、格罗马尼、罗马尼苏鲁日蒙、罗普、圣日耳曼勒沙特莱。

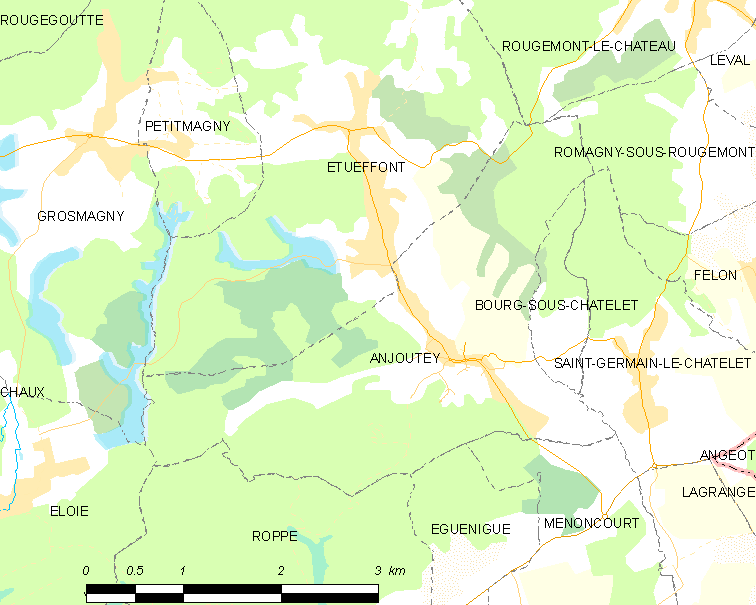
昂茹泰的OSM定位图

昂茹泰的时区为UTC+01:00、UTC+02:00（夏令时）。

## 行政
昂茹泰的邮政编码为90170，INSEE市镇编码为90003。

## 政治
昂茹泰所属的省级选区为日罗马尼县。

## 人口

1962-2008年间昂茹泰人口变化图示

昂茹泰于2022年1月1日时的人口数量为598人。